# Sportåret 1997

## Händelser

### Allmänt
- 7 mars - IOK nominerar Aten, Buenos Aires, Kapstaden, Rom och Stockholm som slutliga kandidatorter för olympiska sommarspelen 2004 Utslagna blir Istanbul, Lille, Rio de Janeiro, San Juan och Sevilla.[1]
- 5 september - Svenska polisen griper en 26-årig man, misstänkt för flera attentat mot flera idrottsanläggningar i Sverige under perioden maj-augusti 1997.[1]

### Amerikansk fotboll
- Green Bay Packers besegrar New England Patriots med 35 – 21 i Super Bowl XXXI (Final för 1996.)

#### NFL:s slutspel
- I slutspelet deltar från och med 1990 12 lag. I slutspelets omgång I deltar tre Wild Cards tillsammans med den tredje-seedade divisionssegraren. Lag 3 möter lag 6 och lag 4 möter lag 5. Lagen som seedats etta och tvåa går direkt till omgång II.

##### NFC (National Football Conference)
- - Lagen seedades enligt följande
- 1 San Francisco 49ers
- 2 Green Bay Packers
- 3 New York Giants
- 4 Tampa Bay Buccaneers (Wild Card)
- 5 Detroit Lions (Wild Card)
- 6 Minnesota Vikings (Wild Card)

- - Omgång I (Wild Cards)
- Minnesota Vikings besegrar New York Giants med 23 – 22
- Tampa Bay Buccaneers besegrar Detroit Lions med 20 – 10

- - Omgång II
- Green Bay Packers besegrar Tampa Bay Buccaneers med 21 – 7
- San Francisco 49ers besegrar Minnesota Vikings med 38 - 22

- -     - Omgång III
- Green Bay Packers besegrar Minnesota Vikings med 23 – 10  i NFC-finalen

##### AFC (American Football Conference)
- - Lagen seedades enligt följande
- 1 Kansas City Chiefs
- 2 Pittsburgh Steelers
- 3 New England Patriots
- 4 Denver Broncos (Wild Card)
- 5 Jacksonville Jaguars (Wild Card)
- 6 Miami Dolphins (Wild Card)

- - Omgång I (Wild Cards)
- Denver Broncos besegrar Jacksonville Jaguars med 42 – 17
- New England Patriots besegrar Miami Dolphins 17 – 3

- - Omgång II
- Pittsburgh Steelers besegrar New England Patriots med 7 - 6
- Denver Broncos besegrar Kansas City Chiefs med 30 – 27

- -     - Omgång III
- Denver Broncos besegrar Pittsburgh Steelers med 24 - 21  i AFC-finalen

### Badminton
- 1-3 februari - Svenska mästerskapen avgörs i Jönköping.[1]
- 6-9 mars - Swedish Open i Borlänge domineras av asiater.[1]
- 19 maj-1 juni - Världsmästerskapen avgörs i Glasgow.[1]

### Bandy
- 9 februari - Sverige blir världsmästare genom att i finalen på Rocklunda IP i Västerås besegra Ryssland med 10-5.[2]
- 22 mars - Västerstrands AIK blir svenska dammästare efter finalvinst över Kareby IS med 2–1 på Studenternas IP i Uppsala.[3]
- 23 mars - Sandvikens AIK blir svenska herrmästare efter finalvinst över Västerås SK med 5–4 på Studenternas IP i Uppsala.[4][5]
- 26 oktober - Västerås SK vinner World Cup i Ljusdal genom att i finalen besegra Ljusdals BK med 4–1.[6]

### Baseboll
- 26 oktober - National League-mästarna Florida Marlins vinner World Series med 4–3 i matcher över American League-mästarna Cleveland Indians.[7]

### Basket
- 6 april - Plannja Basket, Luleå  blir svenska mästare för herrar.[1]
- 13 juni - Chicago Bulls vinner NBA-finalserien mot Utah Jazz.[8]
- 15 juni - Litauen vinner damernas Europamästerskap genom att finalslå Slovakien med 72-62 i Budapest.[9]
- 6 juli - FR Jugoslavien vinner herrarnas Europamästerskap genom att finalslå Grekland med 61-49 i Barcelona.[10]
- Södertälje BBK  blir svenska mästare för damer.[1]

### Bordtennis
- 31 januari-2 februari - Jean-Philippe Gatien, Frankrike vinner Europa Top 12 i Eindhoven.[1]
- 28 februari-2 mars - Jan-Ove Waldner vinner sin sjunde titel då svenska mästerskapen avgörs i Kristianstad.[1]
- 24 april-5 maj - Världsmästerskapen avgörs i Manchester.[1]
- Kina segrar i lagtävlingen för herrar före Frankrike i världsmästerskapen. Sverige kommer på sjunde plats.
- Jan-Ove Waldner segrar i herrsingel efter att i finalen ha besegrat Vladimir Samsonov, Vitryssland.
- Jan-Ove Waldner och Jörgen Persson segrar i herrdubbel efter att i finalen ha besegrat Linghui Kong & Guoliang Liu, Kina.

### Bowling
- 22-28 juni - Europamästerskapen avgörs i Nottingham.[1]

### Boxning
- 24 januari - Brian Nielsen, Danmark poängbesegrar Larry Holmes, USA i Bröndbyhallen i Köpenhamn och försvarar därmed IBO-tungviktstiteln.[1]
- 15 februari - George Scott, Sverige poängbesegrar Zoltan Kaloscai, Ungern i Wien och försvarar därmed WBU-lättviktstiteln.[1]
- 20-23 februari - 17-årige Giovanni Alvarez från Borlänge, som vinner mellanviktsklassen (75 kilo) blir den stora segraren när svenska mästerskapen avgörs i Norrköping.[1]
- 28 juni - Mike Tyson, USA diskas då han biter motståndaren Evander Holyfield, USA i örat under WBA-titelnmatchen i Las Vegas.[1]

### Bridge
- 25 maj - Lag Frontec från BK Favör blir svenska mästare i lagbridge i Stockholm.[1]
- 15-29 juni - Europamästerskapen avgörs i Montecatini.[1]

### Brottning
- 7-9 mars - Svenska mästerskapen i brottning, grekisk-romersk, avgörs i Kalmar.[1]
- 22-25 maj - Europamästerskapen i grekisk-romersk brottning avgörs i Tammerfors.[1]
- 10-13 september - världsmästerskapen i brottning avgörs i Wrocław. Sverige blir utan medalj för första gången sedan världsmästerskapen i brottning.[1]

### Curling
- 20 april - Sverige vinner världsmästerskapet för herrar i Bern före Tyskland med Skottland på tredje plats.[1]
- Kanada vinner världsmästerskapet för damer i Bern  före Norge med Danmark på tredje plats. Sverige placerar sig som femte lag.[1]

### Cykel
- 17 maj-8 juni - Ivan Gotti, Italien vinner Giro d'Italia[1]
- 11-16 juni - Gian Paolo Mondini, Italien vinner Postgirot Open[1]
- 25-29 juni - Svenska mästerskapen avgörs i Örebro.[1]
- 5-27 juli - Jan Ullrich, Tyskland vinner Tour de France.[1]

- Laurent Brochard Frankrike vinner landsvägsloppet i VM.
- Alex Zülle, Schweiz vinner Vuelta a España andra året i rad

### Drakbåtspaddling

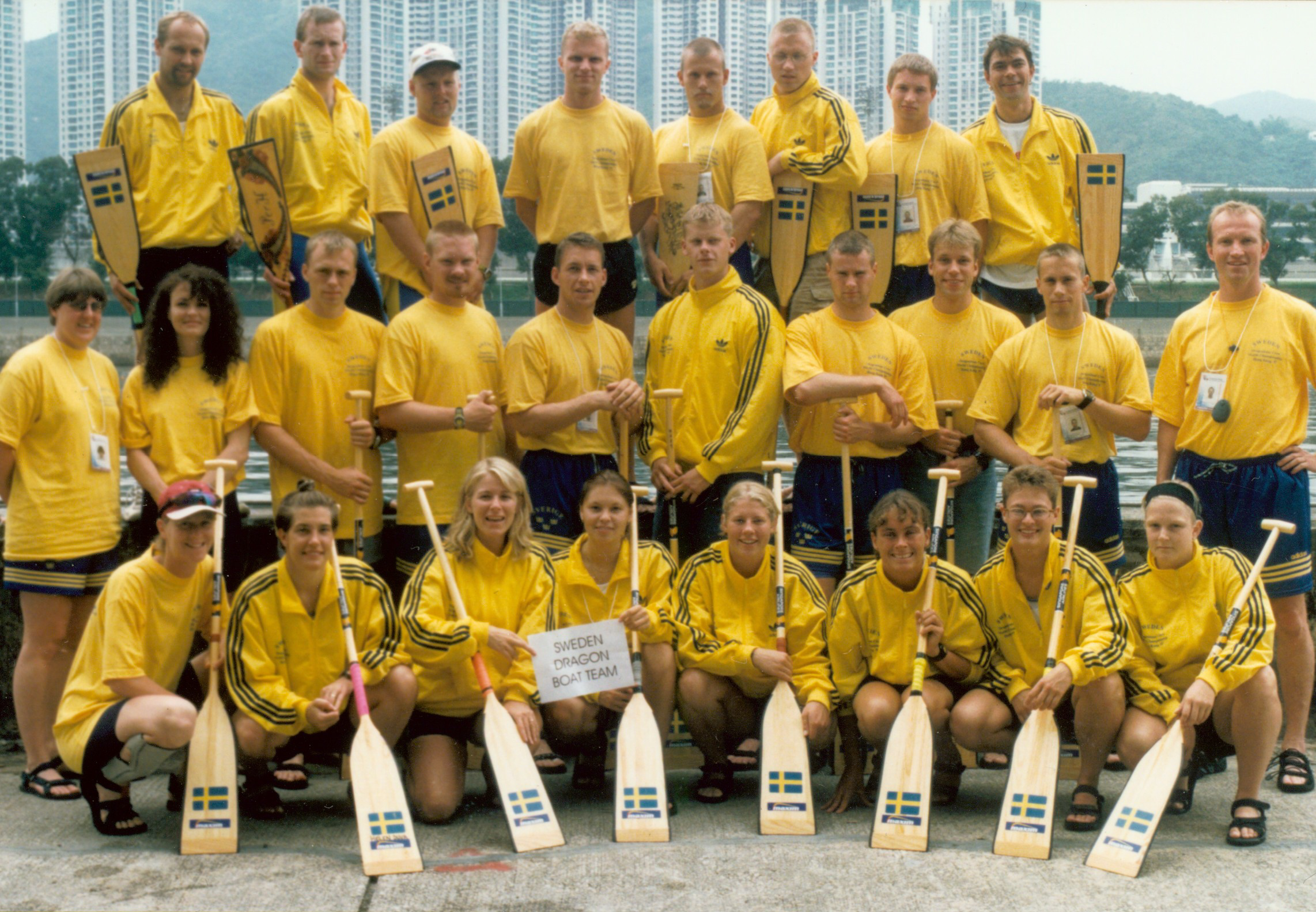
Lagfoto för det svenska landslaget 20manna mixed 250 meter som tog brons.

- Den 12-15 juni avgjordes drakbåts-VM för landslag 1997 i Hongkong. Det svenska drakbåtslandslaget tog sitt första VM-brons någonsin i 20manna mixed 250 meter.

### Fotboll

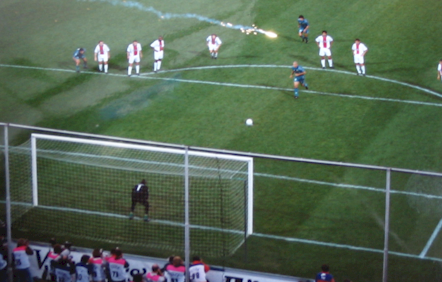
FC Barcelona besegrar Paris Saint-Germain FC med 1-0 vid finalen i Rotterdam den 14 maj och vinner Europeiska cupvinnarcupen.

- 14 maj - FC Barcelona vinner Europeiska cupvinnarcupen efter finalvinst med 1-0 mot Paris Saint-Germain FC på Stadion Feijenoord i Rotterdam.[11]
- 17 maj - Chelsea FC vinner FA-cupfinalen mot Middlesbrough FC med 2-0 på Wembley Stadium.[12]
- 21 maj - FC Schalke 04 vinner UEFA-cupen genom att besegra FC Internazionale i finalerna.[11]
- 28 maj - Borussia Dortmund vinner UEFA Champions League genom att besegra Juventus FC med 3–1 i finalen på Olympiastadion i München.[11]
- 29 maj - AIK vinner Svenska cupen för herrar genom att finalslå IF Elfsborg med 2-1 på Gamla Ullevi i Göteborg.[13]
- 29 juni – Brasilien vinner Copa América genom att vinna finalen mot Bolivia med 3-1 i La Paz.[14]
- 12 juli – Tyskland vinner Europamästerskapet för damer efter finalvinst mot Italien med 2-0 i Oslo.[15]
- 17 september - Malmö FF vinner Svenska cupen för damer genom att finalslå Sunnanå SK med 2-1 efter golden goal i Eskilstuna.[16][1]
- 11 oktober – Sverige slår Estland med 1-0 på Råsunda fotbollsstadion i Solna i kvalet till VM 1998 i Frankrike, en turnering som Sverige missar, och därmed tackar Tommy Svensson för sig som Sveriges förbundskapten.[17]
- 28 oktober - Engelska klubben Leeds United meddelar att svensken Tomas Brolin, värvad 1995 värvad från italienska Parma AC för 47 miljoner SEK, kan gå till vilken klubb han vill utan extra kostnad.[17]
- 10 november - Pär Zetterberg tilldelas Guldbollen.[17]
- Okänt datum – Ronaldo Luís Nazário de Lima, Brasilien, utses till Årets spelare i Europa och Världens bästa fotbollsspelare.
- Okänt datum – Marcelo Salas, Chile, utses till Årets spelare i Sydamerika.
- Okänt datum – Victor Ikpeba, Nigeria, utses till Årets spelare i Afrika.
- Okänt datum – Hidetoshi Nakata, Japan, utses till Årets spelare i Asien.
- Okänt datum – Mark Bosnich, Australien, utses till Årets spelare i Oceanien.

#### Ligasegrare / resp. lands mästare
- Belgien - Lierse
- England - Manchester United
- Frankrike - AS Monaco
- Italien - Juventus
- Nederländerna – PSV Eindhoven
- Skottland - Rangers
- Portugal – Porto
- Spanien - Real Madrid
- Sverige - Halmstads BK (herrar) Älvsjö AIK (damer)
- Tyskland - Bayern München

### Friidrott
- 10 februari - Sveriges Ludmila Engquist noterar inomhusvärldsrekord på 100 meter häcklöpning för damer vid tävlingar i Tammerfors, där hon klockas på 12,64 sekunder, och därmed putsas det 21 år gamla rekordet med 0,49 sekunder.[1]
- 7-9 mars - Inomhusvärldsmästerskapen avgörs Paris, och rubrikerna domineras av Danmarks segrande 800-meterslöpare Wilson Kipketer.[1]
- 23 mars - Världsmästerskapen i terränglöpning avgörs i Turin.[17]
- 1 juni - Donovan Bailey från Kanada besegrar Michael Johnson från USA vid ett lopp på specialdistansen 150 meter i Kanada.[1]
- 7 juni - Benson Masya, Kenya vinner herrklassen och Anita Håkenstad, Norge vinner damklassen i Stockholm Marathon.[1]
- 7 juli - Wilson Kipketer, Kenya tangerar Sebastian Coes världsrekord från 1981 på 800 meter löpning för herrar vid DN-galan på Stockholms stadion, då han klockas för tiden 1.41,73 minuter.[18]
- 18-20 juli - Svenska mästerskapen avgörs i Sundsvall.[1]
- 1-10 augusti - Världsmästerskapen avgörs i Aten.[1]
- 29-31 augusti - Finnkampen avgörs på Stockholms stadion. Finland vinner herrkampen med 207,5-198,5, damkampen med 223-165, herrjuniorkampen med 113-87 och damjuniorkampen med 103-87.[1]
- 2 december - Ludmila Engquist får Svenska Dagbladets guldmedalj.[17]
- 31 december - Émerson Iser Bem, Brasilien vinner herrklassen och Martha Tenorio, Ecuador vinner damklassen vid Sylvesterloppet i São Paulo.[19]

- Vid VM i friidrott 1997 erövrar Ludmila Engquist guldmedalj i 100 m häck.
- Lameck Aguta, Kenya vinner herrklassen vid Boston Marathon.[20] medan Fatuma Roba, Etiopien vinner damklassen.[21]

### Golf

#### Herrar
- 31 juli-1 augusti - Joakim Haeggman, Sverige vinner Scandinavian Masters på Barsebäck GCC.[1]
- 28 september - Gabriel Hjertstedt vinner B.C. Open och blir första svenske golfspelare att vinna på amerikanska PGA TOUR.
- Mest vunna prispengar på PGA-touren:  Tom Lehman, USA med 2 066 833$
- Mest vunna prispengar på Champions Tour (Senior-touren): Hale Irwin, USA med 2 343 364$

##### Majorstävlingar
- 10-13 april - The Masters - Tiger Woods, USA (yngste vinnaren någonsin, 21 år och 3 månader)[1]
- 12-15 juni - US Open i Maryland - Ernie Els, Sydafrika[1]
- 17-20 juli - British Open i Troon - Justin Leonard, USA[1]
- PGA Championship - Davis Love III, USA
  - 26-28 september - Ryder Cup: Europa besegrar USA med 14½ - 13½ i Valderrama.[1]

#### Damer
- Mest vunna prispengar på LPGA-touren: Annika Sörenstam, Sverige med 1 236 789$

##### Majorstävlingar
- Kraft Nabisco Championship - Betsy King, USA
- LPGA Championship - Chris Johnson, USA
- 10-13 juli - Alison Nicholas, England vinner US Womens Open i Pumpkin Ridge, Oregon.[1]
- Du Maurier Classic - Colleen Walker, USA

### Gymnastik

#### VM

##### Herrar
- - Mångkamp, individuellt
- 1 Ivan Ivankov, Vitryssland
  - Mångkamp, lag
- 1 Kina
  - Räck
- 1 Jari Tanskanen, Finland
  - Barr
- 1 Jinjing Zhang, Kina
  - Hopp
- 1 Sergej Fedortjenko, Kazakstan
  - Bygelhäst
- 1 Valery Belenky, Tyskland
  - Ringar
- 1 Juri Chechi, Italien
  - Fristående
- 1 Aleksei Nemov, Ryssland

##### Damer
- - Mångkamp, individuellt
- 1 Svetlana Chorkina, Ryssland
  - Mångkamp, lag
- 1 Rumänien
  - Barr
- 1 Svetlana Chorkina, Ryssland
  - Bom
- 1 Gina Gogean, Rumänien
  - Hopp
- 1 Simona Amanar, Rumänien
  - Fristående
- 1 Gina Gogean, Rumänien

### Handboll
- 12 april - Redbergslids IK blir svenska herrmästare.[1]
- 1 juni - Ryssland blir herrvärldsmästare genom att finalbesegra Sverige med 23-21 i Kumamoto.[22]
- 14 december - Danmark blir damvärldsmästare genom att finalbesegra Norge med 33-22 i Berlin[23]
- Sävsjö HK blir svenska dammästare.[1]

### Hastighetsåkning på skridskor
- 4 januari - Elfstedentocht kan åkas för första gången sedan 1986.[1]
- 10-12 januari - Ids Potsma, Nederländerna blir herr-Europamästare i Heerenveen medan Tonny de Jong, Nederländerna vinner damtävlingen.[1]
- 14-16 februari - Ids Potsma, Nederländerna blir herrvärldsmästare i Nagano medan Gunda Niemann, Tyskland blir damvärldsmästare.[1]

### Hästsport

#### Galopp
- 5 april - Grand National skjuts upp två dagar på grund av bombhot.[1]

#### Hästhoppning
- 30 april-4 maj - Hugo Simon från Österrike vinner världscupen i hästhoppning då han vinner finalen i Göteborg.[1]

#### Trav
- 26 januari - Hemmahästen Abo Volvo vinner Prix d'Amérique i Paris.[1]
- 25 maj - Stig H. Johanssons häst Gum Ball vinner Elitloppet.[1]
- 7 september - Robert Berghs häst Rennington Crown vinner Svenskt travderby.[1]

### Inline
- 29 juni - Martin Johansson vinner i Stockholm det första betydelsefulla motionsloppet på inlines i Sverige.[1]

### Innebandy
- 19 april - Fornudden IB blir svenska mästare för herrar genom att besegra Sjöstads IF med 2–0 i matcher i finalserien.[24]
- 20 april - Högdalens AIS blir svenska mästare för damer genom att besegra Skellefteå IBK med 2–1 i matcher i finalserien.[25]
- 10 maj - Sverige vinner världsmästerskapet för damer på Åland, genom att besegra Finland med 4–2 i finalen i Godbyhallen. Norge tar brons.[26]
- 30 september - Publikrekord för svenskt seriespel noteras då 2 178 personer kommer till Västeråshallen för att se matchen IFK Västerås–Västerås IBF i Elitserien för herrar.[26]

### Ishockey
- 4 januari - Kanada vinner juniorvärldsmästerskapet i Genève och Morges genom att finalslå USA med 2-0.[27]
- 4-9 februari - Finland vinner Sweden Hockey Games i Stockholm före Sverige genom att vinna den avslutande seriefinalen med 4-2 i Globen.[1][28]
- 6 april - Kanada blir i Kanada damvärldsmästare genom att i finalen besegra Finland. Finland tar brons.[29]
- 10 april - Färjestads BK blir svenska herrmästare efter slutspelsvinst över Luleå HF med 3 matcher mot 1.[30]
- 14 maj - Kanada blir i Helsingfors herrvärldsmästare genom att i finalserien besegra Sverige. Tjeckien belägger tredje platsen.[31]
- 7 juni - Stanley Cup vinns av Detroit Red Wings som besegrar Philadelphia Flyers med 4 matcher mot 0 i slutspelet.[32]
- 18 oktober - RF stoppar Djurgården Hockeys bolagiseringsplaner.[17]

### Konståkning
- 20-26 januari - Europamästerskapen anordnas i Paris.[1]
- 17-23 mars - Världsmästerskapen anordnas i Lausanne.[1]

#### VM
- Herrar – Elvis Stojko, Kanada
- Damer – Tara Lipinski, USA
- Paråkning – Mandy Wötzel & Ingo Steuer, Tyskland
- Isdans – Oksana Grisjuk & Jevgenij Platov, Ryssland

#### EM
- Paris, 20-26 januari[1]
- Herrar – Aleksej Urmanov, Ryssland
- Damer – Irina Slutskaja, Ryssland
- Paråkning – Marina Eltsova & Andrej Busjkov, Ryssland
- Isdans – Oksana Grisjuk & Jevgenij Platov, Ryssland

### Motorsport

#### Formel 1
- 26 oktober - Världsmästare blir Jacques Villeneuve.

#### Rally
- 7-10 februari - Kenneth Eriksson, Sverige vinner Svenska rallyt i trakterna runt Karlstad.[1]
- 25 november - Tommi Mäkinen, Finland vinner rally-VM.

#### Sportvagnsracing
- 14-15 juni - Michele Alboreto, Stefan "Lill-Lövis" Johansson och Tom Kristensen vinner Le Mans 24-timmars med en TWR Porsche WSC95.

### Orientering
- 3-4 maj - Bœkkelagets SK vinner herr- och damklassen vid Tiomila i Eskilstuna.[1]
- 20-25 juli - Sexdagarsloppet avgörs i Umeå, och ersätter från detta år Femdagarsloppet.[1]
- 11-16 augusti - Världsmästerskapen avgörs i Grimstad.[33]

### Schack
- 15 mars - Världens största schacktävling för barn inleds i Blå hallen i Stockholms stadshus.[1]
- 23 mars - 14-årige Etienne Bacrot från Frankrike blir i Enghien yngste stormästaren någonsin.[1]
- 12 april - Tävlingen Tusenmannaschacket återuppstår efter fem års uppehåll.[1]
- 3 maj - Ryssen Garri Kasparov besegrarIBM:s schackdator Deep Blue.[1]
- 11 maj - IBM:s schackdator Deep Blue besegrare ryssen Garri Kasparov vid returmatchen i New York.[1]
- 18 juni - 28-årige Ferdinand Hellers vinner Siegman & co Chess Tournament.[1]

### Simning
- 25-26 januari - Louise Karlsson från Sverige tangerar världsrekordet på 100 meter medley med tiden vid världscupdeltävlingar i Malmö, medan Jörg Hoffmann från Tyskland noterar Europarekord på 800 meter frisim med tiden 7.36.24 minuter.[1]
- 28-31 mars - Johanna Sjöberg från Helsingborg vinner tio guld vid svenska kortbanemästerskapen i Västerås.[1]
- 17-20 april - Kortbanevärldsmästerskapen avgörs i Scandinavium i Göteborg.[1]
- 10-13 juli - Lars Frölander och Johanna Sjöberg dominerar svenska mästerskapen på långbana i Norrköping.[1]
- 13-24 augusti - Europamästerskapen avgörs i Sevilla.[1]

#### VM
- Vid VM i simning på kort bana uppnås följande svenska resultat:

##### Herrar
- 100 m bröstsim – 1. Patrik Isaksson
- 100 m fjärilsim – 1. Lars Frölander
- 4 x 200 m frisim – 2. Sverige (Anders Lyrbring, Anders Holmertz, Lars Frölander, Fredrik Letzler)

##### Damer
- 200 m individuell medley – 1. Louise Karlsson
- Lagkapp 4 x 100 m frisim – 3. Sverige  (Johanna Sjöberg, Louise Karlsson, Malin Swanström och Therese Alshammar)
- Lagkapp 4 x 200 m frisim – 2. Sverige  (Johanna Sjöberg, Josefin Lillhage, Louise Jöhncke och Malin Nilsson)

#### EM
- Vid EM i simning på lång bana uppnås följande svenska resultat:

##### Herrar
- 100 m frisim – 2. Lars Frölander

##### Damer
- 50 m frisim – 3. Therese Alshammar
- 100 m fjärilsim – 3. Johanna Sjöberg
- Lagkapp 4 x 100 m frisim – 2. Sverige  (Louise Jöhncke, Josefin Lillhage, Malin Swanström och Therese Alshammar)
- Lagkapp 4 x 200 m frisim – 2. Sverige  (Louise Jöhncke, Josefin Lillhage, Johanna Sjöberg och Malin Swanström)

### Skidor, alpina grenar
- 3-15 februari - Italien och Norge dominerar världsmästerskapen i Sestriere.[1]
- 19-22 mars - Fredrik Nyberg och Pernilla Wiberg dominerar herr- respektive damklassen då svenska mästerskapen avgörs i Åre.[1]

#### Herrar
- 7 mars - Pernilla Wiberg, Sverige vinner super g-loppet i Mammoth Mountain och säkrar därmed slutsegern damernas världscup.[1]
- 28 december - 27-årige Ylva Nowén, Sverige vinner i Linz inom loppet av åtta dagar sin tredje världscupdeltävling.[17]

##### VM
- - Slalom
- 1 Tom Stiansen, Norge
- 2 Sébastien Amiez, Frankrike
- 3 Alberto Tomba, Italien
  - Storslalom
- 1 Michael von Grünigen, Schweiz
- 2 Lasse Kjus, Norge
- 3 Andreas Schifferer, Österrike
  - Super G
- 1 Atle Skaardal, Norge
- 2 Lasse Kjus, Norge
- 3 Günther Mader, Österrike
  - Störtlopp
- 1 Bruno Kernen, Schweiz
- 2 Lasse Kjus, Norge
- 3 Kristian Ghedina, Italien
  - Kombination
- 1 Kjetil André Aamodt, Norge
- 2 Bruno Kernen, Schweiz
- 3 Mario Reiter, Österrike

##### Världscupen
- Totalsegrare: Luc Alphand, Frankrike
- Slalom: Thomas Sykora, Österrike
- Storslalom: Michael von Grünigen, Schweiz
- Super G: Luc Alphand, Frankrike
- Störtlopp: Luc Alphand, Frankrike
- Kombination: Kjetil André Aamodt, Norge

##### SM
- Slalom vinns av Johan Wallner, Filipstads SLK. Lagtävlingen vinns av Sundsvalls SLK.
- Storslalom vinns av Fredrik Nyberg, Sundsvalls SLK. Lagtävlingen vinns av Sundsvalls SLK.
- Super G vinns av Fredrik Nyberg, Sundsvalls SLK. Lagtävlingen vinns av Åre SLK.
- Störtlopp vinns av Patrik Järbyn, Åre SLK. Lagtävlingen vinns av Åre SLK.
- Kombination vinns av Tobias Hellman, Åre SLK.

#### Damer

##### VM
- - Slalom
- 1 Deborah Compagnoni, Italien
- 2 Lara Magoni. Italien
- 3 Karin Roten, Schweiz
  - Storslalom
- 1 Deborah Compagnoni, Italien
- 2 Karin Roten, Schweiz
- 3 Leila Picard, Frankrike
  - Super G
- 1 Isolde Kostner, Italien
- 2 Katja Seizinger, Tyskland
- 3 Hilde Gerg, Tyskland
  - Störtlopp
- 1 Hilary Lindh, USA
- 2 Heidi Zurbriggen, Schweiz
- 3 Pernilla Wiberg, Sverige
  - Kombination
- 1 Renate Götschl, Österrike
- 2 Katja Seizinger, Tyskland
- 3 Hilde Gerg, Tyskland

##### Världscupen
- Totalsegrare: Pernilla Wiberg, Sverige
- Slalom: Pernilla Wiberg, Sverige
- Storslalom: Deborah Compagnoni, Italien
- Super G: Hilde Gerg, Tyskland
- Störtlopp: Renate Götschl, Österrike
- Kombination: Pernilla Wiberg, Sverige

##### SM
- Slalom vinns av Pernilla Wiberg, Norrköpings SLK. Lagtävlingen vinns av Östersund-Frösö SLK.
- Storslalom vinns av Pernilla Wiberg, Norrköpings SLK. Lagtävlingen vinns av Östersund-Frösö SLK.
- Super G vinns av Linda Ydeskog, Rättviks SLK.
- Störtlopp vinns av Linda Ydeskog, Rättviks SLK.
- Kombination vinns av Linda Ydeskog, Rättviks SLK.

### Skidor, nordiska grenar
- 1 januari - 17-årige Primož Peterka, Slovenien vinner nyårsbackhoppningen i Garmisch-Partenkirchen före Andreas Goldberger, Österrike och Takanabu Okabe, Japan.[1]
- 25-2 februari - Svenska mästerskapen i längdskidåkning avgörs i Åsarna, och domineras på herrsidan av Torgny Mogren.[1]
- 20 februari-2 mars - Guldmedaljerna fördelas mellan Finland, Japan, Norge och Ryssland vid världsmästerskapen i Trondheim, medan Sverige blir utan medalj för första gången sedan Chamonix 1937.[1]
- 2 mars - Michail Botvinov, Österrike vinner herrklassen medan och Sofia Lind, Roslags-Länna IF vinner damklassen då Vasaloppet avgörs.[34], och damklassen för första gången är officiell.[35]
- 8-9 mars - Norges herrar dominerar Svenska skidspelen i Falun.[1]
- 15-16 mars - Världscupen i längdskidåkning avslutas i Oslo med att Bjørn Dæhlie, Norge vinner herrklassen och Jelena Välbe, Ryssland vinner damklassen.[1]

#### Herrar

##### VM
- - 10 km klassisk stil
- 1 Bjørn Dæhlie, Norge
- 2 Aleksej Prokurorov, Ryssland
- 3 Mika Myllylä, Finland
  - 25 km fri stil, jaktstart
- 1 Bjørn Dæhlie, Norge
- 2 Mika Myllylä, Finland
- 3 Aleksej Prokurorov, Ryssland
  - 30 km fri stil
- 1 Aleksej Prokurorov, Ryssland
- 2 Bjørn Dæhlie, Norge
- 3 Thomas Alsgaard, Norge
  - 50 km klassisk stil
- 1 Mika Myllylä, Finland
- 2 Erling Jevne, Norge
- 3 Bjørn Dæhlie, Norge
  - Stafett 4 x 10 km
- 1 Norge (Sture Sivertsen, Erling Jevne, Bjørn Dæhlie & Thomas Alsgaard)
- 2 Finland (Harri Kirvesniemi, Mika Myllylä, Jari Rääsänen & Jari Isometsä)
- 3 Italien (Giorgio Di Centa, Silvio Fauner, Pietro Piller Cottrer & Fulvio Valbusa)
  - Nordisk kombination, individuellt (Backe K90 + 15 km fri stil)
- 1 Kenji Ogiwara, Japan
- 2 Bjarte Engen Vik, Norge
- 3 Fabrice Guy, Frankrike
  - Nordisk kombination, lag (Backe K90 + 3 x 5 km fri stil)
- 1 Norge (Haldor Skård, Bjarte Engen Vik, Knut Tore Apeland & Fred Børre Lundberg)
- 2 Finland (Jari Mantila, Tapio Nurmela, Samppa Lajunen  & Hannu Manninen)
- 3 Österrike (Christoph Eugen, Felix Gottwald, Mario Stecher & Robert Stadelmann)
  - Backhoppning, individuellt K90.
- 1 Janne Ahonen, Finland
- 2 Masahiko Harada, Japan
- 3 Andreas Goldberger, Österrike
  - Backhoppning, individuellt K120.
- 1 Masahiko Harada, Japan
- 2 Dieter Thoma, Tyskland
- 3 Sylvain Freiholz, Schweiz
  - Backhoppning, lag K120.
- 1 Finland (Ari-Pekka Nikkola, Jani Soininien, Janne Ahonen & Mika Laitinen)
- 2 Japan (Kazuyoki Funashi, Takanobu Okabe, Masahiko Harada & Hiroya Saitō)
- 3 Tyskland (Christof Duffner, Martin Schmitt, Hans-Jörg Jäkle & Dieter Thoma)

##### Världscupen
- 1 Bjørn Dæhlie, Norge
- 2 Mika Myllylä, Finland
- 3 Fulvio Valbusa, Italien

##### Sprint
- 1 Bjørn Dæhlie, Norge
- 2 Fulvio Valbusa, Italien
- 3 Silvio Fauner, Italien

##### Övrigt
- Sixten Jernbergpriset tilldelas Anders Bergström, Domnarvets GoIF.

##### SM
- 15 km (F) vinns av Torgny Mogren, Åsarnas IK. Lagtävlingen vinns av Åsarnas IK.
- 30 km (F) vinns av Vladimir Smirnov, Stockviks SF. Lagtävlingen vinns av Svenska Skidspelens SK.
- 50 km (K) vinns av Lars Håland, Svenska Skidspelens SK. Lagtävlingen vinns av Åsarnas IK.
- Jaktstart (10 km F + 15 km K) vinns av Vladimir Smirnov, Stockviks SF. Lagtävlingen vinns av Svenska Skidspelens SK.
- Stafett 3 x 10 km (K) vinns av Åsarnas IK med laget  Peter Göransson, Morgan Göransson och Torgny Mogren .

#### Damer

##### VM
- - 5 km klassisk stil
- 1 Jelena Välbe, Ryssland
- 2 Stefania Belmondo, Italien
- 3 Olga Danilova, Ryssland
  - 15 km jaktstart, fri stil
- 1 Stefania Belmondo, Italien
- 1 Jelena Välbe, Ryssland
- 3 Nina Gavriljuk, Ryssland
  - 15 km fri stil
- 1 Jelena Välbe, Ryssland
- 2 Stefania Belmondo, Italien
- 3 Kateřina Neumannová, Tjeckien
  - 30 km klassisk stil
- 1 Jelena Välbe, Ryssland
- 2 Stefania Belmondo, Italien
- 3 Marit Mikkelsplass, Norge
  - Stafett 4 x 5 km
- 1 Ryssland (Olga Danilova, Larissa Lazutina, Nina Gavriljuk och Jelena Välbe)
- 2 Norge (Bente Skari, Marit Mikkelsplass, Elin Nilsen  & Trude Dybendal)
- 3 Finland (Riikka Sirviö, Tuulikki Pyykkönen, Kati Pulkkinen & Satu Salonen)

##### Världscupen
- 1 Jelena Välbe, Ryssland
- 2 Stefania Belmondo, Italien
- 3 Kateřina Neumannová, Tjeckien

##### Sprint
- 1 Stefania Belmondo, Italien
- 2 Jelena Välbe, Ryssland
- 3 Kateřina Neumannová, Tjeckien

##### SM
- 5 km (K) vinns av Annika Evaldsson, Brunflo IF. Lagtävlingen vinns av Stockviks SF.
- 15 km (F) vinns av Sara Hugg, Stockviks SF. Lagtävlingen vinns av Stockviks SF.
- 30 km (K) vinns av Anna Frithioff. Kvarnsvedens SK.  Lagtävlingen vinns av Kvarnsvedens SK.
- Jaktstart (5 km F + 10 km K) vinns av Antonina Ordina, Tegsnäspojkarna . Lagtävlingen vinns av Stockviks SF.
- Stafett 3 x 5 km (K) vinns av Kvarnsvedens SK med laget  Karin Säterkvist, Annelie Svensson och Anna Frithioff .

### Skidskytte
- 1-9 februari - Världsmästerskapen avgörs i Orsblie i Slovakien.[1]
- 15 mars - Magdalena Forsberg, Sverige vinner damklassen vid världscupen, som avslutas i Novosibirsk.[1]

#### Herrar

##### VM
- Sprint 10 km
  - 1 Wilfried Pallhuber, Italien
  - 2 René Catarinussi, Italien
  - 3 Oleg Rysjenkov, Vitryssland
- Jaktstart 12,5 km
  - 1 Viktor Majgurov, Ryssland
  - 2 Sergej Tarasov, Ryssland
  - 3 Ole Einar Bjørndalen, Norge
- Distans 20 km
  - 1 Ricco Gross, Tyskland
  - 2 Oleg Rysjenkov, Vitryssland
  - 3 Ludwig Gredler, Österrike
- Stafett 4 x 7,5 km
  - 1 Tyskland – Ricco Gross, Peter Sendel, Sven Fischer & Frank Luck
  - 2 Norge – Egil Gjelland, Jon Åge Tyldum, Dag Bjørndalen & Ole Einar Bjørndalen
  - 3 Italien – René Catarinussi,  Wilfried Pallhuber, Patrick Favre & Pieralberto Carrara
- Lagtävling
  - 1 Vitryssland – Oleg Ryzjenkov, Petr Ivasjko, Vadim Sasjurin & Aleksandr Popov
  - 2 Tyskland – Carsten Heymann, Peter Sendel, Mark Kirchner& Frank Luck
  - 3 Polen – Wieslaw Ziemianin, Jan Ziemianin, Wojciech Kozub & Tomasz Sikora

##### Världscupen
- 1 Sven Fischer, Tyskland
- 2 Ole Einar Bjørndalen
- 3 Viktor Majgurov, Ryssland

#### Damer

##### VM
- Sprint 7,5 km
  - 1 Olga Romasko, Ryssland
  - 2 Olena Zubrilova, Ukraina
  - 3 Magdalena Forsberg, Sverige
- Jaktstart 10 km
  - 1 Magdalena Forsberg, Sverige
  - 2 Olena Zubrilova, Ukraina
  - 3 Olga Romasko, Ryssland
- Distans 15 km
  - 1 Magdalena Forsberg, Sverige
  - 2 Olena Zubrilova, Ukraina
  - 3 Jekaterina Dafovska, Bulgarien
- Stafett 4 x 7,5 km
  - 1 Tyskland – Uschi Disl, Simone Greiner-Petter-Memm, Katrin Apel & Petra Behle
  - 2 Norge – Ann Elen Skjelbrejd, Anette Sikveland, Liv Grete Skjelbrejd & Gunn Margit Andreasen
  - 3 Ryssland – Olga Melnik, Galina Koukleva, Nadezjda Talanova & Olga Romasko
- Lagtävling
  - 1 Norge – Ann Elen Skjelbrejd, Anette Sikveland, Liv Grete Skjelbrejd & Gunn Margit Andreasen
  - 2 Ryssland – Olga Romasko, Anna Volkova, Nadezjda Talanova & Olga Melnik
  - 3 Ukraina – Tatjana Vodopjanova, Valentina Tserbe, Olena Petrova & Olena Zubrilova

##### Världscupen
- 1 Magdalena Forsberg, Sverige
- 2 Uschi Disl, Tyskland
- 3 Simone Greiner-Petter Memm, Tyskland

### Tennis
- 13-26 januari - Australiska öppna avgörs i Melbourne.[1]
- 26 maj-8 juni - Franska öppna avgörs i Paris.[1]
- 23 juni-6 juli - Wimbledonmästerskapen avgörs i London.[1]
- 13 juli - 21-årige Magnus Norman, Sverige vinner Swedish Open i Båstad.[1]
- 25 augusti-7 september - US Open spelas i New York.[1]
- 9 november - Jonas Björkman, Sverige vinner Stockholm Open.[1]

#### Herrar
- 23-27 september - Pete Sampras, USA vinner Grand Slam Cup i München.[1]

##### Tennisens Grand Slam
- Australiska öppna - Pete Sampras, USA
- Franska öppna - Gustavo Kuerten, Brasilien
- Wimbledon - Pete Sampras, USA
- US Open - Patrick Rafter, Australien

##### Davis Cup
- 30 november - Sverige finalbesegrar USA med 5-0 i Scandinavium i Göteborg.[36]

#### Damer

##### Tennisens Grand Slam
- Australiska öppna - Martina Hingis, Schweiz
- Franska öppna - Iva Majoli, Kroatien
- Wimbledon - Martina Hingis, Schweiz
- US Open - Martina Hingis, Schweiz
- 5 oktober - Frankrike vinner Fed Cup genom att finalbesegra Nederländerna med 4-1 i Hertogenbosch.[37]

### Volleyboll
- 6 april - Floby VK besegrar Örkelljunga VK med 3-0 vid svenska mästerskapsfinalen i Eriksdalshallen i Stockholm.[1]
- 14 september - Nederländerna vinner herrarnas Europamästerskap genom att finalslå Jugoslavien med 3-1 i Eindhoven.[38]
- 5 oktober - Ryssland vinner damernas Europamästerskap genom att finalslå Kroatien med 3-0 i Brno.[39]
- KFUM Örebro besegrar Kolbäcks VK med 3-0 vid svenska mästerskapsfinalen.[1]

## Evenemang
- VM i bandy anordnas i Västerås, Sverige
- VM i bordtennis anordnas i Manchester, Storbritannien
- VM på cykel anordnas i San Sebastián,  Spanien
- VM i curling för damer anordnas i Bern, Schweiz
- VM i curling för herrar anordnas i Bern, Schweiz
- VM i friidrott anordnas i Aten, Grekland
- VM i gymnastik anordnas i Lausanne, Schweiz
- VM i ishockey anordnas i Åbo, Tammerfors och Helsingfors, Finland
- VM i konståkning anordnas i Lausanne, Schweiz
- VM i simning på kort bana anordnas i Göteborg, Sverige
- VM på skidor, nordiska grenar anordnas i Trondheim, Norge.
- VM på skidor, alpina grenar anordnas i Sestriere, Italien.
- VM i skidskytte anordnas i Osrblie, Slovenien
- EM i basket för herrar anordnas i Spanien
- EM i basket för damer anordnas i Ungern
- EM i konståkning anordnas i Paris, Frankrike
- EM i simning på lång bana anordnas i Sevilla, Spanien

## Födda
- 1 februari – Drew Eubanks, amerikansk basketspelare.
- 19 mars – Rūta Meilutytė, litauisk simmare, olympisk mästarinna 2012.
- 3 maj – Erik Andersson, svensk fotbollsspelare.
- 18 juli – Bam Adebayo, amerikansk basketspelare.
- 27 oktober – Lonzo Ball, amerikansk basketspelare.
- 15 november – Paula Badosa, spansk tennisspelare.
- 6 december – Sabrina Ionescu, amerikansk basketspelare.

## Avlidna
- 5 januari – Prins Bertil av Sverige, svensk idrottsprofil.[1]
- 21 januari – Gunnar Galin, svensk bandyspelare.
- 11 mars – Stefan Fernholm, 37, svensk diskuskastare.[1]
- 23 april – Denis Compton, engelsk cricket- och fotbollsspelare.
- 11 maj – Arne Bergström, 83, svensk idrottsledare.[1]
- 20 juni – John Akii-Bua, ugandisk friidrottare.
- 23 juli – Chuhei Nambu, japansk friidrottare, OS-guld.
- 25 juli – Ben Hogan, amerikansk golfspelare.
- 31 juli – Sten Ahlner, 81, svensk fotbollsdomare och idrottsledare.[1]
- 14 november – Eddie Arcaro, amerikansk jockey.
- 30 november – Shamo Quaye, ghanansk fotbollsspelare.
- 7 december – Billy Bremner, skotsk fotbollsspelare.
- 8 december - Roger "Ragge" Carlsson, svensk handbollstränare.[17]
- 21 december - Kjell P. Dahlström, 59, svensk travtränare.[17]

### Fotnoter
1. 1 2 3 4 5 6 7 8 9 10 11 12 13 14 15 16 17 18 19 20 21 22 23 24 25 26 27 28 29 30 31 32 33 34 35 36 37 38 39 40 41 42 43 44 45 46 47 48 49 50 51 52 53 54 55 56 57 58 59 60 61 62 63 64 65 66 67 68 69 70 71 72 73 74 75 76 77 78 79 80 81 82 83 84 85 86 87 88 89 90 91 92   Horisont 1997. Bertmarks
2. ↑  ”World Championships 1996/97”. Bandysidan. http://www.bandysidan.nu/event.php?EVID=37. Läst 20 augusti 2011.
3. ↑  Erik Jonsson (22 mars 1996). ”1990–1999”. Svenska Bandyförbundet. Arkiverad från originalet den 17 mars 2020. https://web.archive.org/web/20200317214705/https://www.svenskbandy.se/BANDYFINALEN/HISTORIK/Svenskamastare/Damer/1990-1999. Läst 18 mars 2020.
4. ↑  Erik Jonsson (23 mars 1997). ”1990–1999”. Svenska Bandyförbundet. https://www.svenskbandy.se/BANDYFINALEN/HISTORIK/Svenskamastare/Herrar/1990-1999/. Läst 18 mars 2020.
5. ↑  ”Västerås Sportklubbs SM-finaler i bandy”. VSK Forum. http://www.vskforum.com/vsk.nu/SM-finallag.html. Läst 21 juli 2011.
6. ↑  ”Bandy World Cup 1997” (på engelska). Bandysidan. http://www.bandysidan.nu/event.php?EVID=116. Läst 20 augusti 2011.
7. ↑  ”1997 World Series” (på engelska). Baseball-Reference.com. https://www.baseball-reference.com/postseason/1997_WS.shtml. Läst 1 december 2021.
8. ↑  ”Basketball Reference”. http://www.basketball-reference.com/leagues/NBA_1997_games.html. Läst 25 augusti 2011.
9. ↑  ”Sport Statistics”. Arkiverad från originalet den 3 juli 2015. https://web.archive.org/web/20150703222240/http://todor66.com/basketball/Europe/Women_1997.html. Läst 24 augusti 2011.
10. ↑  ”Sport Statistics”. Arkiverad från originalet den 18 juni 2011. https://web.archive.org/web/20110618003630/http://www.todor66.com/basketball/Europe/Men_1997.html. Läst 24 augusti 2011.
11. 1 2 3  ”European Competitions 1996-97” (på engelska). RSSSF. http://www.rsssf.com/ec/ec199697.html. Läst 16 augusti 2011.
12. ↑  ”England FA Challenge Cup 1996-1997” (på engelska). RSSSF. http://www.rsssf.com/tablese/engcup1997.html. Läst 19 augusti 2012.
13. ↑  Jimmy Lindahl (5 juni 2005). ”Svenska cupen – finalmatcher”. Bolletinen. http://www.bolletinen.se/sfs/pdf/stat_h_allsvens_1941_2005_stat_herr_cupen_finalmatcher.pdf. Läst 21 augusti 2012.
14. ↑  ”Copa América 1997”. http://www.rsssf.com/tables/97safull.html. Läst 16 augusti 2011.
15. ↑  ”European Women Championship 1995-97” (på engelska). RSSSF. http://www.rsssf.com/tablese/eur-women97.html. Läst 16 augusti 2011.
16. ↑  Jimmy Lindahl (5 juni 2005). ”Svenska cupen för damer”. Bolletinen. http://www.bolletinen.se/sfs/pdf/stat_d_lanslag_19981_2005_sv_cup_damer.pdf. Läst 21 augusti 2012.
17. 1 2 3 4 5 6 7 8 9   När Var Hur 1999. Forum
18. ↑  IAAF World Championships: IAAF Statistics Handbook. Arkiverad 5 januari 2012 hämtat från the Wayback Machine.  IAAF Media & Public Relations Department, 2011. s. 595, 597. Läst 5 oktober 2012. (engelska)
19. ↑  ”1990” (på portugisiska). Sylvesterloppet. Arkiverad från originalet den 1 mars 2014. https://web.archive.org/web/20140301032551/http://www.saosilvestre.com.br/1990. Läst 19 augusti 2012.
20. ↑  ”Boston Marathon”. Arkiverad från originalet den 27 april 2015. https://web.archive.org/web/20150427035419/http://www.baa.org/races/boston-marathon/boston-marathon-history/past-champions/past-mens-open-champions.aspx. Läst 9 april 2011.
21. ↑  ”Boston Marathon”. Arkiverad från originalet den 7 mars 2012. https://web.archive.org/web/20120307073943/http://www.baa.org/races/boston-marathon/boston-marathon-history/past-champions/past-womens-open-champions.aspx. Läst 9 april 2011.
22. ↑  ”Sport Statistics”. Arkiverad från originalet den 24 augusti 2011. https://web.archive.org/web/20110824145539/http://www.todor66.com/handball/World/Men_1997.html. Läst 23 augusti 2011.
23. ↑  ”Sport Statistics”. Arkiverad från originalet den 24 augusti 2011. https://web.archive.org/web/20110824151923/http://www.todor66.com/handball/World/Women_1997.html. Läst 23 augusti 2011.
24. ↑  ”SM-slutspel damer 1996/97”. Svenska Innebandyförbundet. Arkiverad från originalet den 15 december 2011. https://web.archive.org/web/20111215201814/http://www.innebandy.se/sv/StatistikHistorik/Statistik-och-rekord-herrar-elit/SM-slutspel-genom-tiderna-herrar1/199697/. Läst 22 augusti 2011.
25. ↑  ”SM-slutspel damer 1996/97”. Svenska Innebandyförbundet. Arkiverad från originalet den 15 december 2011. https://web.archive.org/web/20111215203512/http://www.innebandy.se/sv/StatistikHistorik/Statistik-och-rekord-damer-elit/SM-slutspel-genom-tiderna-damer1/199697/. Läst 22 augusti 2011.
26. 1 2  ”Datum i innebandyhistorien”. Svenska Innebandyförbundet. Arkiverad från originalet den 15 maj 2021. https://web.archive.org/web/20210515132333/https://epiadmin.innebandy.se/sv/StatistikHistorik/Datum-i-innebandyhistorien/. Läst 22 augusti 2011.
27. ↑  ”Championnat du monde 1997 des moins de 20 ans” (på franska). Hockey Archives. 4 januari 1997. https://www.hockeyarchives.info/U-20_1997.htm. Läst 9 september 2012.
28. ↑  ”Matches internationaux 1996/97” (på franska). Hockey Archives. http://www.hockeyarchives.info/inter1997.htm. Läst 20 augusti 2012.
29. ↑  ”Championnats du monde féminins 1997” (på franska). Hockey Archives. 6 april 1997. https://www.hockeyarchives.info/mondefem1997.htm. Läst 15 augusti 2011.
30. ↑  ”Championnat de Suède 1996/97” (på franska). Hockey Archives. 10 april 1997. https://www.hockeyarchives.info/Suede1997.htm. Läst 15 augusti 2011.
31. ↑  ”Championnats du monde 1997” (på franska). Hockey Archives. 14 maj 1997. https://www.hockeyarchives.info/mondial1997.htm. Läst 15 augusti 2011.
32. ↑  ”NHL 1996/97” (på franska). Hockey Archives. 7 juni 1997. https://www.hockeyarchives.info/NHL1997.htm. Läst 9 september 2012.
33. ↑  ”World Orienteering Championships 1995” (på engelska). Arkiverad från originalet den 20 september 2012. https://web.archive.org/web/20120920083859/http://orienteering.org/events/?event_id=30. Läst 20 augusti 2012.
34. ↑  ”Historiska segrare”. Vasaloppet. Arkiverad från originalet den 22 mars 2020. https://web.archive.org/web/20200322121012/https://www.vasaloppet.se/wp-content/uploads/sites/1/2019/09/historiska_segrare_vasaloppet_sve_2019-09-18.pdf. Läst 5 september 2011.
35. ↑  ”10 märkligheter i Vasaloppets historia”. Vasaloppet. 2 februari 2015. https://www.vasaloppet.se/nyheter/10-markligheter-i-vasaloppets-historia/. Läst 22 mars 2020.
36. ↑  ”Davis Cup”. http://www.daviscup.com/en/results/tie/details.aspx?tieId=10005485. Läst 20 augusti 2011.
37. ↑  ”Fed Cup”. Arkiverad från originalet den 24 mars 2012. https://web.archive.org/web/20120324121807/http://www.fedcup.com/en/results/tie/details.aspx?tieId=20003286. Läst 21 augusti 2011.
38. ↑  ”Sport Statistics”. Arkiverad från originalet den 28 mars 2012. https://web.archive.org/web/20120328223658/http://todor66.com/volleyball/Europe/Men_1997.html. Läst 24 augusti 2011.
39. ↑  ”Sport Statistics”. Arkiverad från originalet den 23 juni 2015. https://web.archive.org/web/20150623143657/http://todor66.com/volleyball/Europe/Women_1997.html. Läst 24 augusti 2011.